# جونيور ريد
جونيور ريد (بالإنجليزية: Junior Reid)‏ هو مغني جامايكي، ولد في 6 يونيو 1963 في كينغستون في جامايكا.

## وصلات خارجية
- جونيور ريد على موقع IMDb (الإنجليزية)
- جونيور ريد على موقع ميوزك برينز (الإنجليزية)
- جونيور ريد على موقع أول ميوزيك (الإنجليزية)
- جونيور ريد على موقع ديسكوغز (الإنجليزية)
- جونيور ريد على موقع قاعدة بيانات الفيلم (الإنجليزية)